# Mats Lundegård
Mats Evald Lundegård, född 13 december 1937 i Maria Magdalena församling, Stockholm, död 7 mars 2021 i Stockholm, var en svensk journalist, översättare och författare. Han var son till Erik Lundegård.
1993 mottog han Stora journalistpriset med motiveringen "För hans berättarkonst och bredd som allmänreporter. Han har förmågan att se och skildra det mänskliga och nära i stora politiska skeenden, senast i artiklarna från det forna Jugoslavien."
Den 29 juni 2000 var han sommarpratare i Sveriges Radio.
Lundegård slutade på Dagens Nyheter i slutet av 2013 och verkade därefter som bloggare. Han avled den 7 mars 2021 i sviterna av Covid-19.

## Priser och utmärkelser
- 1993 - Stora journalistpriset
- 2002 - Jolopriset